# Usbekisierung
Die Usbekisierung war ein langjähriger Prozess sowohl in der usbekischen Sowjetrepublik als auch in Usbekistan, in dem ethnische Minderheiten wie Tadschiken und Karakalpaken zum Teil gewaltsam dazu gebracht wurden, sich sprachlich und kulturell an der usbekischen Mehrheit anzupassen. So ist der Anteil der Menschen, die Tadschikisch, Uigurisch oder Kakakalpakisch sprechen, in den letzten Jahrzehnten deutlich zurückgegangen. Ähnliche Prozesse von ethnischen Säuberungen fanden auch in anderen ehemaligen Sowjetstaaten statt. Die Usbekisierung steht der Russifizierung und der Persianisierung gegenüber.

## Geschichte
Die Usbekisierung wurde in mehreren Wellen seit der Entstehung der usbekischen Sowjetrepublik 1925 durchgeführt.

### Unterdrückung der Tadschiken
Am meisten von der Usbekisierung waren die Tadschiken betroffen, die in Großstädten wie Buchara, Samarkand, Fergana, Termiz und Kokand eine Mehrheit ausmachten. Unter Scharaf Raschidow, dem 1959 bis 1982 amtierenden Generalsekretär der Kommunistischen Partei in Usbekistan, mussten Tadschiken sich entweder als Usbeken identifizieren, oder sie wurden nach Tadschikistan umgesiedelt. Trotz dessen, dass bis zu 30 % der Bürger Usbekistans damals Tadschiken waren, bekam Tadschikisch bzw. Persisch keinen Minderheitsstatus und wurde sogar unterdrückt.
Auch nach dem Zerfall der Sowjetunion wurden weitere Tadschiken nach Tadschikistan umgesiedelt, außerdem kam es zu Bücherverbrennungen persischer Literatur und Inhaftierungen von Tadschiken. Heute sind Tadschiken immer noch Opfer von Diskriminierung und Verfolgung. Offiziell machen sie heute etwa 5 % der usbekischen Bevölkerung aus, wobei Menschenrechtsorganisationen wie Amnesty International von zweistelligen Werten ausgeht. Sie haben anders als die Kakakalpaken, die unter 2 % ausmachen, keinerlei Status. Viele Bewohner in Samarkand, Buchara und dem Ferganatal sind zweisprachig (Persisch und Usbekisch), doch dessen Anteil ging in den letzten Jahrzehnten zurück. Heute sprechen sie meist nur noch Usbekisch.

### Usbekisierung der Fergana-Uiguren
Nicht nur Tadschiken, sondern auch Uiguren machten früher einen beachtenden Anteil im Ferganatal aus. Diese wurden jedoch unterdrückt und gezwungen, Usbekisch zu sprechen und sich als Usbeken zu identifizieren. Heute machen Uiguren nur noch einen kleinen Bruchteil der Bevölkerung aus.

### Unterdrückung anderer Völker
Seit der Entstehung der usbekischen Sowjetrepublik 1925 kam es auch immer zu Maßnahmen gegen die Karakalpaken, die eine autonome Region haben, dessen Anteil jedoch deutlich zurückgegangen ist. Nach der Wende wurden auch die Russen unterdrückt, von denen viele nach Russland ausgewandert sind. Um die Beziehungen mit Russland nicht zu belasten, wurden diese Vorgänge gestoppt und Russisch bekam wieder einen Minderheitsstatus.
Wegen des wachsenden Antisemitismus sind ein Großteil der Juden nach Israel ausgewandert, was die Kultur der bucharischen Juden gefährdet.

### Spannungen mit den Nachbarstaaten
In Tadschikistan und Kirgisistan fanden ähnliche Prozesse von ethnischen Säuberungen statt und Minderheiten wie Usbeken werden bis heute diskriminiert. Die Diskriminierung der jeweiligen Minderheiten ist ein Grund für die schlechten Beziehungen zwischen Usbekistan, Kirgisistan und Tadschikistan.

## Usbekisierung der Sprache
Nach dem Zerfall der Sowjetunion wurde das Lateinische Alphabet anstelle des Kyrillischen eingesetzt. Zudem wurden im Laufe der Zeit persische und russische Lehnwörter durch turksprachige Wörter ersetzt. Ein ähnlicher Prozess fand bzw. findet auch bei anderen Turksprachen statt. Persischsprachige Literatur wurde in den 1990er-Jahren verbannt, es kam zu Bücherverbrennungen.